# 哈姆納冰原島峰
78°33′S 157°56′E / 78.550°S 157.933°E
哈姆納冰原島峰（英語：Hamner Nunatak），是南極洲的冰原島峰，位於奧次地，處於懷斯峰西北面9公里的沃倫山脈以西，以生物學家命名，現時由南極條約體系管理。